# Щётка Гайдингера
Щётка Гайдингера — энтоптический феномен, впервые описанный австрийским физиком Вильгельмом фон Гайдингером в 1844 году.
Многие люди способны воспринимать поляризацию света.
Она может выглядеть как желтоватая горизонтальная черта или фигура в форме галстука-бабочки (с расплывчатыми концами, отсюда название «щётка»), видимая в центре поля зрения при взгляде на синее небо напротив солнца, а также на любом ярком фоне. Она обычно занимает 3—5 градусов в поле зрения — примерно две или три ширины большого пальца на расстоянии вытянутой руки. Направление поляризации света перпендикулярно жёлтой черте (то есть вертикально, если черта горизонтальна). Более блёклые голубоватые или пурпурные области могут быть видны между жёлтыми щётками (см. иллюстрацию). Щётка Гайдингера также может наблюдаться при взгляде на белую область на многих жидкокристаллических дисплеях (вследствие поляризации света такими дисплеями). В этом случае она часто диагональна.

## Физиологические причины щётки Гайдингера
Щётку Гайдингера обычно связывают с дихроизмом ксантофиллового пигмента жёлтого пятна сетчатки глаза. Вследствие законов Френеля, ненаправленные косые лучи в цилиндрической геометрии синих колбочек в центральной ямке, вместе с их распределением, приводят к внешнему дихроизму. Размер щётки соответствует размеру жёлтого пятна. Считается, что дихроизм жёлтого пятна возникает из-за того, что некоторые молекулы пигмента расположены по кругу. Малость доли расположенных по кругу молекул объясняет блёклость феномена. Ксантофилловые пигменты обычно параллельны к зрительным нервам, так что, поскольку центральная ямка не плоская, они почти перпендикулярны к ямке в её центральной части и почти параллельны во внешней области. Как следствие, две разные области центральной ямки могут быть чувствительны к двум разным углам поляризации.

## Наблюдение щётки Гайдингера
Многим людям поначалу трудно увидеть щётку Гайдингера. Она очень блёклая, гораздо более, чем обычно показывается на иллюстрациях и, как другие стабилизированные изображения, имеет тенденцию появляться и исчезать.
Легче всего увидеть её, когда её можно заставить двигаться. Так как она расположена на жёлтом пятне, нельзя заставить её двигаться в стороны, но можно заставить её поворачиваться, наблюдая белую поверхность через поворачивающийся поляризатор, или медленно наклоняя голову.
Чтобы увидеть щётку Гайдингера, стоит начать с использования поляризатора, такого как стекло из поляризационных очков: смотреть на равномерно освещённую бестекстурную поверхность через стекло и поворачивать поляризатор. Другой вариант — применить поляризатор, встроенный в жидкокристаллический экран компьютера, тогда освещённая поверхность будет совмещена с поляризатором. (ЭЛТ-монитор не имеет поляризатора, и не подходит для данной задачи, если не использовать отдельный поляризатор).
Щётка Гайдингера видна более явно на голубом фоне. С практикой возможно увидеть её в естественно поляризованном свете голубого неба. Миннарт рекомендует сначала практиковаться с поляризатором, затем пробовать без него. Области неба с наибольшей степенью поляризованности находятся под углом 90 градусов от Солнца. Миннарт говорит, что после минуты смотрения на небо «возникнет подобие мраморного эффекта. Вскоре после этого последует щётка Гайдингера». Он замечает, что не для всех наблюдателей она выглядит одинаково. Некоторые видят жёлтую часть целой, а голубую прерванной, как на иллюстрациях к этой странице. Другие видят голубую часть целой, а жёлтую прерванной, а иные наблюдают переходы между этими двумя состояниями.

## Использование щётки Гайдингера
Используя тот факт, что восприятие щётки Гайдингера соответствует области жёлтого пятна сетчатки глаза, этот феномен можно использовать для диагностики и тренировки центрального зрения. Зрительная система пациента, страдающего косоглазием, может сформироваться так, что глаз смотрит на интересующий объект не центральной ямкой (в центре жёлтого пятна), а эксцентричной областью сетчатки. Эта адаптация известна как эксцентрическая фиксация. Для помощи в тренировке взгляда на объект центральной ямкой, а не эксцентричной областью сетчатки, может использоваться специальное устройство — макулотестер. 
В конструкции данного прибора, как правило, имеются тестовое изображение, вращающийся поляризационный фильтр и синий фильтр (чтобы усилить изображение щётки Гайдингера), а также окклюдер на другой глаз. Пользователь должен заметить щётку Гайдингера там, где его жёлтое пятно коррелирует с полем зрения. Цель тренировки — научить пользователя смотреть на объект так, чтобы щётка Гайдингера перекрывала объект (и пользователь теперь смотрел на него центральной ямкой). Такой тренинг нужен, поскольку здоровая центральная ямка имеет гораздо большую разрешающую способность, чем любая другая часть сетчатки.